# Кокшетауский автобус
Кокшета́уский авто́бус (каз. Көкшетау автобусы) — сеть автобусных маршрутов города Кокшетау, обслуживаемых такими организациями, как «Кокшетауский автобусный парк», Автобусный парк «СейНур», «АТП ТУЛПАР», и «Калишев Р. С.». Основной вид наземного общественного транспорта города. Сеть городских автобусов затрагивает не только в самом городе, но и близлежащие посёлки и дачные массивы на территории городской администрации Кокшетау.
Цена проезда с 11 июля 2023 года — 180 тенге по наличному расчёту и бесконтактной банковской картой, по карте «Кокше Бас Толем» — 100 тенге.

## История

### 1931-1991. Советский период
Началом истории появления городского общественного транспорта в Кокшетау считается 1939 год, когда президиум Кокчетавского райисполкома поручил городскому комхозу обеспечить кокшетауцев бесперебойным движением автобусов по городу. После войны, в 1945 году, были утверждены постоянные маршруты и цены на проездные билеты.
В 1947 году, согласно Постановлению Кабинета Министров СССР, было принято решение о создании в Кокчетаве автобусного парка.
В 1948 году с Горьковского автозавода поступили два автобуса, один из которых стал регулярно курсировать по улице Карла Маркса (ныне Абая).
В начале 1954 года в городе была одна пассажирская линия, протяженностью 6 километров, ее обслуживали два автобуса, несколько такси. В 1961 году на городских улицах работало уже около 40 автобусов и десятки такси.
В 1963 году Постановлением исполкома Кокчетавского городского Совета депутатов трудящихся от 6 декабря был утвержден перечень маршрутов городских автобусов и наименования остановок.
В 1965 году в городе был введен специальный автобус для перевозки родителей с грудными детьми в детские сады и ясли.
В 1971 году из автоотдела Кокчетавского пассажирского автотреста поступило 45 новых автобусов различных марок.
В 1972 году поступило еще 45-50 новых автобусов, в том числе 13 ЛИАЗов. Восемь из них оставили в Кокчетаве, шестерых отправили в Щучинск.
В 1980—1985 годах в Кокчетавском автопарке работало 1500 человек и было несколько сотен автобусов. Автобусный парк представлял собой крупное предприятие, занимавшее третье место в регионе после приборостроительного и кислородно-дыхательного заводов.

## Цены за проезд
Оплата проезда производится кондуктору, после чего он выдает отрывной контрольный билет, являющийся документом об оплате проезда, который следует сохранять до конца поездки. На 6 августа 2019 года цена за проезд в автобусах составляла для взрослых 80 тенге, а для детей — 40 тенге, соответственно. После внедрения электронного билетирования проезд на городском автобусном маршруте при оплате наличными подорожал до 150 тенге для взрослых и до 70 тенге — для детей.
- Стоимость проезда и провоза багажа по городу за наличный расчёт составляет 150₸;
- Стоимость проезда и провоза багажа по городу по единой транспортной карте «Kokshe Bus Tolem» составляет 80₸ (стоимость карты — 400₸);
- Стоимость проезда и провоза багажа по городу по картам школьника «Kokshe Bus Tolem» составляет 40₸;
- Стоимость льготного проезда и провоза багажа составляет 0₸.

Также проезд может осуществляться по месячным проездным билетам, предъявляемым кондуктору. Оплата производится кондуктору, а при его отсутствии — водителю (при высадке). В случае неисправности системы электронной оплаты за проезд пассажиры, осуществляющие оплату посредством транспортных карт, имеют право на бесплатный проезд.

### Альтернативные способы оплаты
31 мая 2023 года в общественном транспорте города Кокшетау были введены альтернативные способы оплаты проезда. Теперь кокшетауцы имеют возможность оплачивать за проезд банковскими картами Visa, Mastercard, UnionPay, American Express, JCB, Diners Club International, Discover. Кроме этого, проезд возможно оплатить при помощи смартфона или смартчасов посредством сервисов бесконтактной оплаты (NFС) — Apple Pay, Samsung Pay, Google Pay.

### История изменения стоимости проезда
| Дата установки тарифа | Стоимость проезда |
| --------------------- | ----------------- |
| 22 июля 2014 года     | ▲ 60 тенге        |
| 3 августа 2017 года   | ▲ 80 тенге        |
| 18 октября 2019 года  | ▲ 150 тенге       |
| 11 июля 2023 года     | ▲ 180 тенге       |

## Автобусные парки города Кокшетау

### ТОО «Кокшетауский автобусный парк»
- Адрес: ул. Байкена Ашимова, 243/2.

Обслуживает маршруты: 1, 5, 9, 10, 11, 12, 13, 15, 15А, 16, 18, 25, 36

### ТОО «Фирма СейНур»
- Адрес: ул. Ыбырая Алтынсарина, 18.

Обслуживает маршруты: 4, 6, 7, 8, 19, 20, 22, 32, 33

### ТОО «АТП ТУЛПАР»
- Адрес: ул. Александра Пушкина, 21а.

Обслуживает маршруты: 3, 17, 21, 24, 37, 38

### ИП «Калишев Р. С.»
Обслуживает маршруты: 2, 14, 23, 35

## Список маршрутов
| №                    | Наименование маршрута                                    | Период обслуживания | Тип перевозок             |
| -------------------- | -------------------------------------------------------- | ------------------- | ------------------------- |
| Регулярные маршруты  |                                                          |                     |                           |
| 1                    | СШ № 12 — Акмолинская многопрофильная областная больница | круглогодично       | По регулируемому тарифу   |
| 2                    | мкр. Коктем — Мех Колонна                                | круглогодично       | По регулируемому тарифу   |
| 3                    | мкр. Коктем — КазПедУчилище                              | круглогодично       | По регулируемому тарифу   |
| 4                    | СШ № 12 — мкр. Жайлау                                    | круглогодично       | По регулируемому тарифу   |
| 5                    | мкр. Коктем — СШ № 20                                    | круглогодично       | По регулируемому тарифу   |
| 6                    | мкр. Коктем — СШ № 20                                    | круглогодично       | По регулируемому тарифу   |
| 7                    | СШ № 20 — мкр. Жайлау                                    | круглогодично       | По регулируемому тарифу   |
| 8                    | мкр. Коктем — СШ № 21                                    | круглогодично       | По регулируемому тарифу   |
| 9                    | Коныратская — СШ № 20                                    | круглогодично       | По регулируемому тарифу   |
| 10                   | мкр. Коктем — СШ № 12                                    | круглогодично       | По регулируемому тарифу   |
| 11                   | мкр. Жайлау — Мех Колона 40                              | круглогодично       | По регулируемому тарифу   |
| 12                   | СШ № 12 — село Красный Яр                                | круглогодично       | По регулируемому тарифу   |
| 13                   | мкр. Коктем — село Красный Яр                            | круглогодично       | По регулируемому тарифу   |
| 14                   | СШ № 20 — Ущелье                                         | круглогодично       | По регулируемому тарифу   |
| 15                   | мкр. Коктем — СШ № 3                                     | круглогодично       | По регулируемому тарифу   |
| 15A                  | мкр. Коктем — Кладбища, что на выезде в Астану (A1)      | круглогодично       | По регулируемому тарифу   |
| 16                   | СШ № 12 — СШ № 20                                        | круглогодично       | По регулируемому тарифу   |
| 17                   | СШ № 12 — село Садовое                                   | круглогодично       | По регулируемому тарифу   |
| 18                   | СШ № 12 — Международный аэропорт «Кокшетау»              | круглогодично       | По регулируемому тарифу   |
| 19                   | СШ № 12 — мкр. Чайкино (село Красный Яр)                 | круглогодично       | По регулируемому тарифу   |
| 21                   | мкр. Коктем — ул. Проектируемая                          | круглогодично       | По регулируемому тарифу   |
| 22                   | СШ № 22 — Вокзальная площадь (станция Кокшетау-1)        | круглогодично       | По регулируемому тарифу   |
| 23                   | СШ № 20 — мкр. Сары-Арка                                 | круглогодично       | По регулируемому тарифу   |
| 24                   | село Красный Яр — СШ № 20                                | круглогодично       | По регулируемому тарифу   |
| 25                   | СШ № 20 — мкр. Коктем                                    | круглогодично       | По регулируемому тарифу   |
| Специальные маршруты |                                                          |                     |                           |
| 32                   | мкр. Сары-Арка — мкр. Коктем — с/о «Колос»               | сезонный            | По регулируемому тарифу   |
| 34                   | магазин Бакалея — СШ № 20 — с/о «Березка»                | сезонный            | По регулируемому тарифу   |
| 35                   | СШ № 20 — с/о «Колос»                                    | сезонный            | По регулируемому тарифу   |
| 36                   | СШ № 12 — с/о «Колос»                                    | сезонный            | По регулируемому тарифу   |
| 37                   | мкр. Сары-Арка — мкр. Коктем — с/о «Березка»             | сезонный            | По регулируемому тарифу   |
| 38                   | мкр. Сары-Арка — мкр. Коктем — с/о «Березка»             | сезонный            | По регулируемому тарифу   |
| Маршрутные такси     |                                                          |                     |                           |
| 113                  | мкр. Жайлау-2 — СШ № 12                                  | круглогодично       | По нерегулируемому тарифу |